# Paper Sun
"Paper Sun" è il primo singolo del gruppo rock britannico dei Traffic, uscito nel maggio del 1967 Famoso per il suo riff di sitar, suonato da Dave Mason, e la voce emozionante del compositore Steve Winwood, nella classifica del Regno Unito perviene al quinto posto.
Il lato B, Giving to You, viene successivamente incluso in una versione modificata (4:20) nel loro album Mr. Fantasy. Quella originale del lato B, che si apre con una breve introduzione vocale, uscirà poi come brano in più nella riedizione dell'album. La versione dell'album omette questa sezione vocale, iniziando e terminando con parti parlate sovraincise (probabilmente di Chris Wood).
Il singolo farà parte della colonna sonora del film inglese Made in Dagenham uscito nel 2010.

## Posizioni nella classifica U.S.A.
Cashbox (5 settimane): 87, 74, 70, 86, 82